# 郭經 (弘治進士)
郭經（1470年—？），字載道，直隸永平府盧龍縣人，民籍，明朝政治人物。

## 生平
順天府鄉試第六十五名舉人。弘治九年（1496年）中式丙辰科會試第二百四名，三甲第一百四十八名進士。弘治十一年（1498年）授直隸上海縣知縣，任內處事儉約，聽訟明斷，懲治擾民惡黨，終因不能阿諛上官被調離。官至河南開封府知府。《同治上海縣志》有傳。

## 家族
曾祖郭大；祖父郭榮；父郭謙，前母解氏；母楊氏。永感下。